# AS 23 Sofia
Maillots
Le Ofitserski Sporten Klub Athletic Slava 1923 (en bulgare : Офицерски Спортен Клуб Атлетик Слава 1923), plus couramment abrégé en Athletic Slava 1923, est un ancien club bulgare de football fondé en 1923 et disparu en 1944, et basé à Sofia, la capitale du pays.

## Histoire
Le club est créé le 28 octobre 1923 à la suite de la fusion de trois équipes de football :
- Athletic Sofia
- Slava Sofia
- Officer Sport Club Sofia

Le club de l'OSK AS-23 termine Champion de Bulgarie en 1931.
En 1944, après l'occupation du pays par l'armée soviétique, le club commence à connaître des difficultés. Le nouveau régime communiste en place voit d'un mauvais œil l'OSK AS-23, connu à l'époque comme étant un club fasciste, et fait exécuter deux dirigeants du club (pourtant vétérants de la Première Guerre mondiale).
Le club cesse donc ses activités cette année-là et fusionne avec le Shipka Sofia pour former le nouveau club du Chavdar Sofia.

## Palmarès
| Compétitions nationales                                                                                  |
| --- |
| - Championnat de Bulgarie (1) : - Champion : 1931. - Coupe de Bulgarie (2) : - Vainqueur : 1931 et 1941. |

## Présidents du club
| - Lieutenant-colonel Nikola Karagyozov (1923 - 1935) - Colonel Dimitar Aïranov (1935 - 1937) - Stefan Tanev (1937 - 1940) | - Asen Dikov (1940 - 1941) - Todor Zabov (1941 - 1942) - Général de division Dimitar Aïranov (1942 - 1944) |